# 費姆歐塞奇 (密蘇里州)
費姆歐塞奇（英語：Femme Osage）是位於美國密蘇里州聖查爾斯縣的非建制地區。

## 歷史
費姆歐塞奇的郵局曾於1816年至1818年、1828年至1833年、1839年至1908年三度設立和停運。

## 地理
費姆歐塞奇所處的海拔為高於海平面200米（即656英呎），而該地所採用的時區為UTC-6，即北美中部時區（CST）。同時該地設有夏令時間，為UTC-6調快一小時，即UTC-5（CDT）。